# Pontederijevke
Pontederijevke (lat. Pontederiaceae), porodica vodenih trajnica u redu komelinolike (Commelinales). Pripada ju joj dva priznata roda raširena po svim kontinentima
Pontederijevke su porodica od nekoliko rodova vodenih biljaka, najvažnije su one iz roda Pontederia. Većina vrsta su trajnice, porijeklom prvenstveno iz tropske Amerike. Imaju puzave podanke, vlaknasto korijenje i listove u grozdovima pri dnu biljke ili na razgranatim stabljikama. Plod je čahura koja sadrži mnogo sjemenki ili krilata struktura s jednim sjemenom. Biljke iz roda Pontederia, oko pet vrsta trajnica, imaju klasove plavkastoljubičastih cvjetova na vrhu jednolisne stabljike, grozdove kopljastih ili srcolikih listova pri dnu i debele podanke.
P. cordata je čest u plitkim jezerima i muljevitim obalama u istočnoj Sjevernoj Americi. Ponekad se uzgaja kao ukrasna biljka za vrtni bazen ili akvarij. Vodeni zumbul, ejhornija (Eichhornia), sinonim je za  Pontederia, a Heteranthera drugi je široko rasprostranjeni rod porodice.

## Rodovi
1. Heteranthera Ruiz & Pav.
2. Pontederia L.